# 日用俗字
《日用俗字》是蒲松龄的作品，創作于清乾隆十二年丁卯（1747年） 。《藥崇書》、《農桑經》、《歷字文》属于對農村有用的通俗著作。
据其自序，本书作于康熙甲申岁年间，属于民俗性杂著。
本身和《農桑經》、《省身語錄》、《懷刑錄》、《曆字文》分別属于五梗雜著，內容涉及教育、農業、天文等各個方面。其對民俗、文化具有普及的作用。

## 版本

### 藏于日本庆应大学“聊斋文库”
乾隆十二年刊本一册
毕氏旧抄本一册
星坦氏旧抄本一册
蒲氏儿孙抄本一册